# NGC 5528
NGC 5528 est une vaste galaxie lenticulaire située dans la constellation du Bouvier. Sa vitesse par rapport au fond diffus cosmologique est de 7 548 ± 17 km/s, ce qui correspond à une distance de Hubble de 111,3 ± 7,8 Mpc (∼363 millions d'al). NGC 5528 a été découverte par l'astronome américain Lewis Swift en 1887.
Deux des sources consultées, classent cette galaxie comme une spirale, mais l'image obtenue du relevé SDSS montre plutôt un anneau entourant le noyau que des bras spiraux. La classification de galaxie lenticulaire par le professeur Seligman semble mieux convenir à cette galaxie.
Selon la base de données Simbad, NGC 5528 est une galaxie LINER, c'est-à-dire une galaxie dont le noyau présente un spectre d'émission caractérisé par de larges raies d'atomes faiblement ionisés.